# 탬파베이 뮤터니
탬파베이 뮤터니(Tampa Bay Mutiny)는 메이저 리그 사커 소속 프로축구단었다.

## 역사
1995년 창단하여 1996 시즌부터 2001 시즌까지 리그에 참가했었지만 재정상의 이유로 리그에서 탈퇴하였다. 미국 플로리다주 탬파를 연고지로 하였으며 레이먼드 제임스 스타디움을 홈구장으로 사용하였다.

## 우승 기록
- MLS 서포터스 실드 (1회) : 1996

## 홈경기장
| 경기장                   | 사용기간      | 장소            | 팀명            | 비고 |
| ------------------------ | ------------- | --------------- | --------------- | ---- |
| 홀리한스 스타디움        | 1996년~1998년 | 플로리다주 탬파 | 탬파베이 뮤터니 | 빈칸 |
| 레이먼드 제임스 스타디움 | 1999년~2001년 | 플로리다주 탬파 | 탬파베이 뮤터니 | 빈칸 |

## 라이벌
- 마이애미 퓨전 FC

## 같이 보기
- 탬파베이 라우디스